# Teodósia (Crimeia)
Teodósia (em ucraniano:  Феодосія (Feodossia); em russo:  Феодосия) é uma cidade da República Autônoma da Crimeia, na Ucrânia. Chamava-se Caffa quando era colônia genovesa e Keve à época do Império Otomano. Localizada no mar Negro, Teodósia é um importante porto e localidade turística de veraneio.

## Geografia
Teodósia é um porto comercial da costa meridional da península da Crimeia e ocupa uma posição estratégica nas proximidades do estreito de Kerch, que liga o mar Negro ao mar de Azov, mar que governa o acesso ao rio Don e, por lá, ao mar Cáspio, através do canal do Volga. Teodósia se situa nas proximidades imediatas dos contrafortes russos do Cáucaso marítimo.

## História

Teodósia e outras colónias da costa norte do mar Negro

Ao longo de sua história, Teodósia foi sucessivamente ocupada por gregos, tártaros, genoveses (sob o nome de Caffa ou Kaffa), pelos otomanos (sob o nome de Keve), poloneses, cossacos e enfim, pelos russos.
A fundação da cidade pelos gregos remonta ao século VI a.C. e é contemporânea de Quersoneso, antiga cidade próxima a Sebastopol. Teodósia, com seu porto em que cabiam até cem navios, marcava a fronteira entre a Táurica e o Reino do Bósforo, cuja metrópole era Panticapeia.
Segundo a tradição, no tempo dos gregos Teodósia era abastecida de água potável através de um engenhoso sistema capaz de captar a água do orvalho. Esse sistema teria sido reconstituído com sucesso, no início do século XIX, por Friedrich Zibold, mas sua impossibilidade concreta foi demonstrada recentemente pelo pesquisador francês Daniel Beysens .
Mais tarde, Teodósia tornou-se colônia de Gênova e tomou o nome de Caffa.  Foi o centro de influência genovesa no norte do mar Negro. Os genoveses se estabeleceram no local em 1281, mas logo tiveram que deixá-lo em razão dos ataques dos tártaros, para retornar somente em 1312. Em 1346, irrompe a epidemia de peste negra em Caffa. Os tártaros, sob o comando de Jani Beg, foram provavelmente pioneiros no uso de arma biológica: durante o cerco de Caffa, jogavam os corpos de seus soldados mortos pela peste por cima dos muros da cidade.
No fim do século XV, a cidade tinha cerca de 70.000 habitantes - 80% genoveses - e havia se tornado um centro comercial importante. O porto podia acolher  pelo menos duzentos navios.   Grande parte do comércio no mar Negro passava por Caffa, e os genoveses  procuraram monopolizar esse comércio, com certo sucesso. Mas em 1475, tiveram que se retirar de Caffa e de outras colônias e feitorias às margens do mar Negro, em razão do avanço dos otomanos.
Em 1622, durante uma incursão de cossacos no mar Negro, a serviço da Polônia, a cidade foi saqueada.